# Festival de Cine Lésbico y Feminista de París
El Festival de Cine Feminista y Lésbico de París (en francés: Festival International du Film Lesbien et Féministe de Paris) es un festival de cine exclusivo para mujeres fundado en París en 1989. El festival está organizado por Cineffable, una asociación dedicada a promover el cine lésbico y fomentar la creatividad lésbica.

## Historia
El Festival de Cine Feminista y Lésbico de París nació del descontento con el trato dispensado a las lesbianas en el Festival Internacional de Cine de Mujeres de Créteil. Muchas mujeres lesbianas sintieron que a pesar del hecho de que las películas lésbicas frecuentemente ganaban los premios de los espectadores (prix du public), las películas, las cineastas y las asistentes lesbianas no recibían suficiente espacio o atención en el festival. Por este motivo decidieron crear su propio evento, para ofrecer a las lesbianas oportunidades de proyección y generar una comunidad para compartir conocimientos, siendo una forma de aumentar la visibilidad lésbica, combatir la lesbofobia y ser una salida social.
El primer evento se celebró en 1989, como cineclub, con festivales posteriores en 1992 y 1993, todos celebrados en el Centro Cultural La Clef de París. A medida que el festival fue creciendo, fue cambiando de sede, primero tuvo su sede en el Centro Cultural André Malraux, en Le Kremlin-Bicêtre, hasta el año 2000 y después en el teatro Le Trianon. Desde 2010, el festival se proyecta en el Espace Reuilly.

## Organización
El festival está organizado y producido por la asociación Cineffable. La asociación cuenta con varios miles de miembros, lo que la convierte en una de las organizaciones de lesbianas más importantes de Francia. Se rige por principios feministas ya que no es jerárquica y se basa en el intercambio de conocimientos y su continuidad.
El festival está abierto a cualquier persona que se identifique como mujer y se basa en la asistencia de los socios. El festival se autofinancia, excepto por una subvención anual de la ciudad de París, como parte de un programa oficial para la igualdad de género, y trabaja según el principio de «que nadie se quede fuera» mediante descuentos para comunidades marginadas y un programa de entradas compartidas, que permite el acceso de todos a las proyecciones.
El festival incluye varias secciones a competición, debates, una exposición de arte, talleres y una gala o concierto.  En el festival se otorgan premios del público en las siguientes categorías:
- Largometraje
- Documental de larga duración
- Cortometraje de ficción
- Cortometraje documental
- Cine experimental
- Animación

En los primeros años hubo premios al mejor guion y al mejor cartel de la película.
El festival ha crecido constantemente desde su inicio. Cada edición proyecta una media de 50 películas.